# 德拉普拉薩總統縣

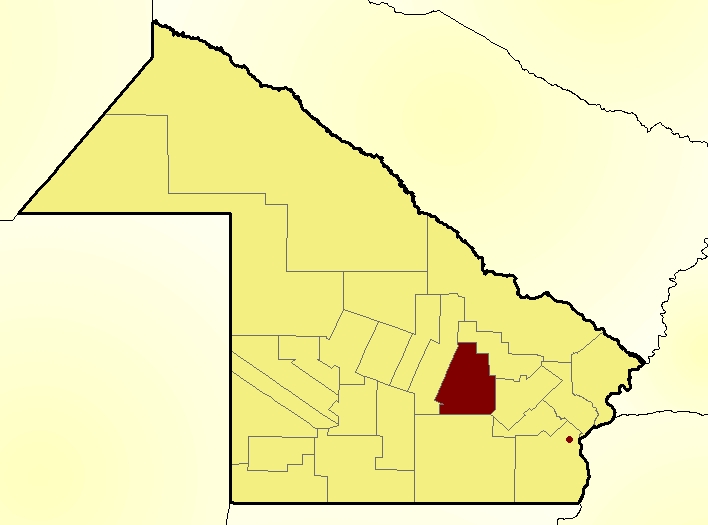

德拉普拉薩總統縣（西班牙語：Departamento Presidencia de la Plaza），是阿根廷的縣份，位於該國北部查科省，首府設於德拉普拉薩總統鎮，面積2,284平方公里，2010年人口12,499，人口密度每平方公里5.47人。